# AMON
『AMON』（アモン）は、2011年7月22日に発売されたDIR EN GREYのCDおよびポスター付きブックレット。

## 概説
- メンバー全員を対象とした3万文字のインタビュー記事、撮りおろし最新アーティスト写真、ライブスチールが収録されているブックレット。
- A3変形特製ポスター付き。
- 付属CDには、2011年8月3日に発売されたアルバム『DUM SPIRO SPERO』から先行曲として「AMON」と、2009年12月2日に発売されたシングル「激しさと、この胸の中で絡み付いた灼熱の闇」の収録曲「残」のバージョン違いが収録されている。

## 収録曲
1. AMON
（作詞：京　作曲：DIR EN GREY）
2011年8月3日に発売されたアルバム『DUM SPIRO SPERO』からの先行曲。
2. 残 ‐Wizardry Ver.-
（作詞：京　作曲：DIR EN GREY）
アルバム未収録曲。ウィザードリィシリーズのオンラインゲーム「Wizardry Online」とのコラボ楽曲となっている。DIR EN GREYのメンバーは7月12日に行われた同ゲーム作品のシアターカンファレンスにゲスト出演し、インタビューに答えた[1]。